# Biz Markie
Biz Markie, de son vrai nom Marcel Theo Hall, né le 8 avril 1964 à Harlem (New York) et mort le 16 juillet 2021 à Baltimore (Maryland), est un rappeur, disc jockey, acteur et producteur américain. Il est connu pour son single Just a Friend, classé au top 40 en 1989, et 100e de la liste des meilleures chansons rap de tous les temps par VH1 en 2008. Biz Markie a vécu jusqu'à sa mort dans le comté d'Howard, dans le Maryland. Il est également connu pour avoir fait partie du collectif de Queensbridge, Juice Crew, avec Marley Marl, Mr. Magic, Roxanne Shanté, MC Shan, Craig G, Big Daddy Kane, Kool G. Rap & DJ Polo, Masta Ace et Tragedy the Intelligent Hoodlum.
Markie est considéré comme le Clown Prince of Hip Hop,.

## Biographie

### Jeunesse
Biz Markie est né le 8 avril 1964 à Harlem, dans la ville de New York. Il étudie et obtient son diplôme à la Longwood High School en 1982. Il lance sa carrière de rappeur durant les années 1980 grâce au beatbox à Long Island, New York. C'est en rencontrant Marley Marl, qui produira son premier album en 1988, que la carrière de rappeur de Biz Markie débute.

### Années 1980
Avant sa popularisation, Biz Markie participe au documentaire Big Fun In The Big Town en 1986. Markie publie son premier album, Goin' Off le 23 février 1988, qui attire l'attention du public principalement grâce au single, Make the Music With Your Mouth, Biz. L'album contient également les singles underground à succès Nobody Beats The Biz, Vapors, et Pickin' Boogers. L'album se classe 90e du Billboard 200.
Markie publie ensuite son deuxième album, The Biz Never Sleeps, le 10 octobre 1989 au label Cold Chillin'/Warner Bros. Records. L'album se classe 66e du Billboard 200. Il est produit par Biz, son cousin Cool V et Paul C. Just a Friend, dans lequel il alterne rap et chant, devient le single le mieux accueilli de Markie atteignant la 9e place du classement Billboard. Le single reprend la chanson You Got What I Need du chanteur Freddie Scott. Just a Friend est classé 100e de la liste des meilleures chansons rap de tous les temps par VH1 en 2008. Trois clips vidéo, réalisés par Lionel C. Martin, relate les difficultés du rappeur avec les femmes. Le personnage de Biz Markie aperçoit la fille qu'il tente de plaire embrasser un autre homme qu'elle considère comme « un simple ami ».

### Années 1990
Le troisième album de Markie, I Need a Haircut, est publié le 27 août 1991, au label Cold Chillin'/Warner Bros. Records et produit par Biz Markie et Cool V. Les ventes de l'album ne sont pas énormes car impactées par une poursuite judiciaire de Gilbert O'Sullivan, clamant que l'album reprend sa chanson Alone Again (Naturally) sans autorisation. Cette affaire sera nommée Grand Upright Music, Ltd. v. Warner Bros. Records Inc.. Le vinyle original samplé par Biz Markie se trouve encore aujourd'hui à la Médiathèque Musicale de Paris, une médiathèque parisienne spécialisée dans la musique, et dans laquelle Biz Markie s'était rendu en 1991 durant un voyage à Paris, à la recherche de samples pour son album.
Pour le reste de la décennie, Markie fait quelques apparitions télévisées, comme sur In Living Color (dans le rôle de Damian « Foosball » Franklin), et dans une publicité freestyle sur la chaîne américaine MTV2. Il participe également aux côtés des Beastie Boys à leurs albums Check Your Head (1992), Ill Communication (1994), Hello Nasty (1998), et leur anthologie The Sounds of Science (1999). Il participe aussi à la chanson Schizo Jam sur l'album de Don Byron, Nu Blaxploitation (Blue Note/Capitol) en 1998, et collabore avec Canibus sur la bande-son du film 35 heures, c'est déjà trop (1999). Il participe également à So Fresh aux côtés de Slick Rick sur l'album Willennium de Will Smith publié en 1999.
En 1996, Markie participe à la compilation de la Red Hot Organization, America is Dying Slowly, avec notamment le Wu-Tang Clan, Coolio, et Fat Joe. En 1997, Markie participe à la chanson Anybdy Seen My Baby? des Rolling Stones issue de leur album Bridges to Babylon. En 1999, Markie participe à la chanson de Len Beautiful Day issue de leur album You Can't Stop the Bum Rush.

### Années 2000
En 2002, Markie joue le rôle d'un extra-terrestre dans le film Men in Black II avec Will Smith et Tommy Lee Jones, une parodie de sa personne qui parle le beatbox. Entre 2002 et 2003, il participe au cinquième épisode de la série télévisée Fastlane en tant que DJ d'une boite de nuit. En 2003, il participe à une émission appelée Kung Faux dans plusieurs épisodes. En 2004, sa chanson Vapors devient l'une des chansons incluses dans le jeu vidéo Grand Theft Auto: San Andreas publié par Rockstar Games, précisément sur la chaîne de radio fictive Playback FM. En 2005, Biz participe à la première saison de l'émission Celebrity Fit Club dans lequel les candidats doivent perdre du poids grâce à de l'entraînement et de la nourriture saine. L'année suivante, il participe à un épisode du Andy Milonakis Show.
Biz Markie joue aux côtés de Chris Rock à sa tournée No Apologies. En décembre 2009, Biz Markie participe à une publicité pour RadioShack répétant la phrase Oh Snap! Guess what I saw! issue de sa chanson Just a Friend. Il participe ensuite à une publicité pour le câble Internet, Tune Up.

### Années 2010
En 2012, Markie participe plusieurs fois à l'émission Hip Hop Squares sur MTV2. En 2013, Markie tourne avec le showlive Yo Gabba Gabba!. Il participe à l'épisode Kenny le chat de Bob l'éponge. Sa voix est aussi utilisée pour le personnage de Snorlock, la limace du beatbox, dans un épisode de la série animée Adventure Time. En 2014, il participe au film Sharknado 2: The Second One diffusé sur Syfy dans le rôle de Vinnie le vendeur de pizzas.
Biz Markie décède le 16 juillet 2021 à l’hôpital de Baltimore, des suites d’un coma diabétique.
La cérémonie d'ouverture de la 73e édition des Emmy Awards lui est dédié, plusieurs personnalités, dont LL Cool J, Lil Dicky, Anthony Anderson ou encore Rita Wilson reprenant Just a Friend.

## Discographie

### Albums studio
- 1988 : Goin' Off
- 1989 : The Biz Never Sleeps
- 1991 : I Need a Haircut
- 1993 : All Samples Cleared!
- 2003 : Weekend Warrior

### Compilations
- 1994 : Biz's Baddest Beats
- 1998 : On the Turntable
- 2000 : On the Turntable 2
- 2000 : The Best of Cold Chillin'
- 2002 : Greatest Hits
- 2006 : Make the Music with Your Mouth, Biz
- 2007 : Ultimate Diabolical

### Singles
| Année | Chanson                        | Classements  | Classements | Classements | Album                |
| Année | Chanson                        | U.S. Hot 100 | U.S. R&B    | U.S. Rap    | Album                |
| ----- | ------------------------------ | ------------ | ----------- | ----------- | -------------------- |
| 1987  | Make the Music with Your Mouth | —            | 84          | —           | Goin' Off            |
| 1988  | Vapors                         | —            | 80          | —           | Goin' Off            |
| 1989  | Just a Friend                  | 9            | 37          | 5           | The Biz Never Sleeps |
| 1991  | What Comes Around Goes Around  | —            | 84          | 4           | I Need a Haircut     |
| 1993  | Let Me Turn You On             | —            | —           | 7           | All Samples Cleared! |
| 1993  | Young Girl Bluez               | —            | —           | 4           | All Samples Cleared! |